# Micaela Schäfer

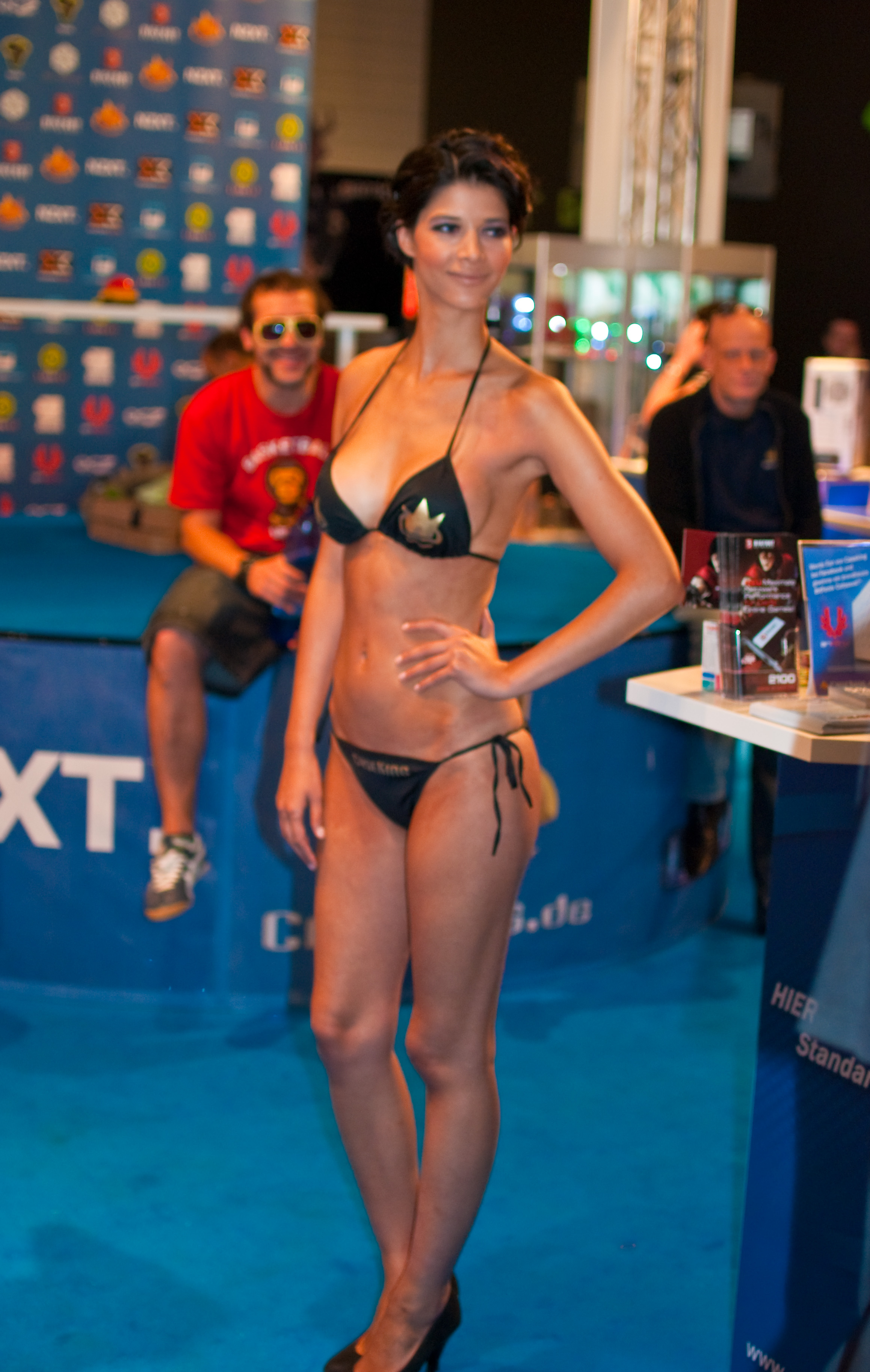
Schäfer a la Gamescom 2010

Micaela Schäfer coneguda també amb els sobrenoms La Mica o DJane LaMica, (nascuda l'1 de novembre de 1983) és una model de glamour, personalitat de televisió, DJ i cantant alemanya.

## Carrera
Va ser Miss Alemanya de l'Est 2004, Miss Venus 2005, imatge de Campari 2005, i Miss Maxim 2006. Va ocupar el vuitè lloc a la primera temporada de Next Topmodel d'Alemanya el 2006.
Coneguda per posar nua en diverses situacions per atreure publicitat, Schäfer ha publicat una autobiografia titulada Lieber nackt als gar keine Masche ("millor despullada que cap merda").

## Discografia
- "Life Is Just a Game 2010" – La Mica feat. Loona (2010)
- "U-Bahn ins Paradies" - Micaela Schäfer feat. Fränzi (2011)
- "So Much Love" – La Mica feat. Polina & Miami INC (2012)
- "U Made for Me" - Micaela Schäfer feat. Heidi Anne (2013)
- "Salta!" – Oliver DeVille feat. Micaela Schäfer (2013)
- "Michaela" (2014)
- "Blasmusik" - Finger & Kadel feat. Micaela Schäfer (2014)
- "Partypolizei" (2015)[9]
- "Rock Me Tonight" - Micaela Schäfer i DJ Squizz feat. Vivienne Baur (2015)
- "Deine Freundin" – Jörg & Dragan (Die Autohändler) feat. Micaela Schäfer (2015)
- "Venus" (2015)
- "Deixa'm rentar el teu cotxe" (2016)
- "Lauter" - Micaela Schäfer i Marco Rippegather (2017)
- "Germany Olé" - Micaela Schäfer, Yvonne Woelke, Andreas Ellermann (2018)
- "Pots anglès si us plau?" – Tobee feat. Micaela Schäfer (2018)[10]

## Premis
- Premi Venus 2012 - Model eròtica de l'any
- Premi Venus 2014 - Model eròtica de l'any